# ブロードウェイ-ラファイエット・ストリート/ブリーカー・ストリート駅
ブロードウェイ-ラファイエット・ストリート/ブリーカー・ストリート駅 (英: Broadway–Lafayette Street/Bleecker Street) はニューヨーク市地下鉄IND6番街線とIRTレキシントン・アベニュー線の乗換駅である。マンハッタン区ノーホーのハウストン・ストリートとラファイエット・ストリートの交差点に位置し、以下の系統が停車する。
- 6系統・D系統・F系統：終日
- B系統・M系統：平日23時まで
- <6>系統：平日20時45分までの混雑方向
- 4系統：深夜

駅は1957年5月19日にIRT南行ホーム - INDホーム間の無料連絡通路が、2012年9月25日にIRT北行ホーム - INDホーム間の無料連絡通路が開通した。

## 駅構造
| G  | 地上階                                     | 出入口 |
| B1 | 東改札階                                   | 改札口、ラファイエット・ストリート東側出口 |
| B1 | 相対式ホーム、右側の扉が開く。             | |
| B1 | 北行緩行線                                 | ← 深夜帯：ウッドローン駅行き（アスター・プレイス駅） ← 平日午後：パークチェスター駅行き（アスター・プレイス駅） ← 平日午後以外：ペラム・ベイ・パーク駅行き（アスター・プレイス駅） ← 平日午後：ペラム・ベイ・パーク駅行き（アスター・プレイス駅） |
| B1 | 北行急行線                                 | ← 通過 |
| B1 | 南行急行線                                 | → 通過 → |
| B1 | 南行緩行線                                 | → 深夜帯：ニューロッツ・アベニュー駅行き（スプリング・ストリート駅）→ ブルックリン・ブリッジ-シティ・ホール駅行き（スプリング・ストリート駅）→ |
| B1 | 相対式ホーム、右側の扉が開く。             | |
| B1 | 西改札階                                   | 改札口、駅員詰所、ラファイエット・ストリート西側出口、ハウストン・ストリート西側出口 |
| B2 | 中間階                                     | ホーム間連絡通路 |
| B3 | 北行緩行線                                 | ← ジャマイカ-179丁目駅行き（西4丁目駅） ← 平日：フォレスト・ヒルズ-71番街駅行き（西4丁目駅） |
| B3 | 島式ホーム、到着番線に応じた側の扉が開く。 | |
| B3 | 北行急行線                                 | ← ラッシュ時：ベッドフォード・パーク・ブールバード駅行き（西4丁目駅） ← 平日閑散時：145丁目駅行き（西4丁目駅） ← ノーウッド-205丁目駅行き（西4丁目駅）                                                                                            |
| B3 | 南行急行線                                 | → 平日：ブライトン・ビーチ駅行き（グランド・ストリート駅）→ ウェスト・エンド線経由コニー・アイランド駅行き（グランド・ストリート駅）→ |
| B3 | 島式ホーム、到着番線に応じた側の扉が開く。 | |
| B3 | 南行緩行線                                 | → カルバー線経由コニー・アイランド駅行き（2番街駅）→ 平日：メトロポリタン・アベニュー駅行き（エセックス・ストリート駅）→ |

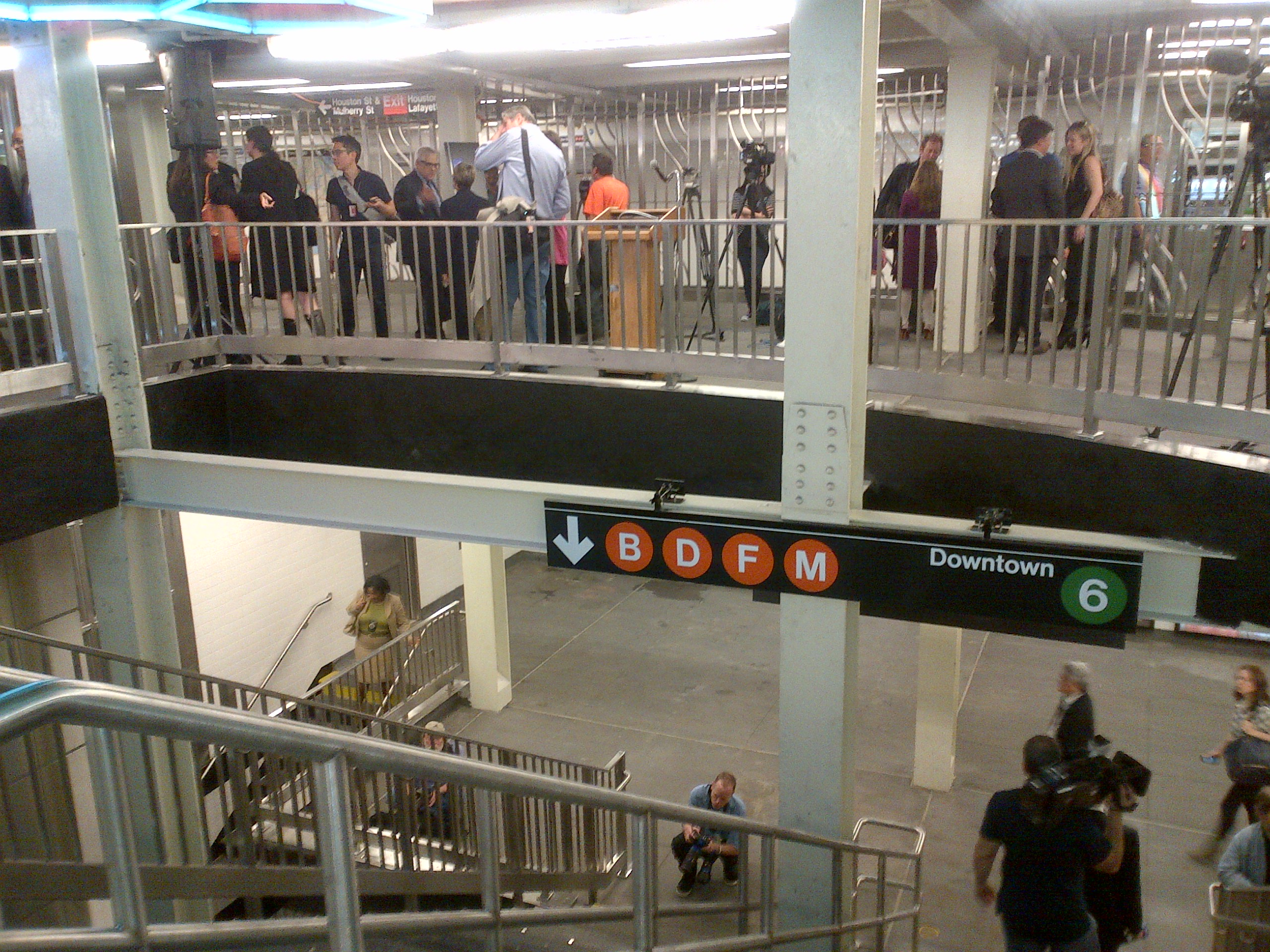
ホーム間連絡通路

この駅は乗換駅でありながら2012年9月25日までIRT南行ホーム - INDホーム間のみが乗換可能でIRT北行ホームからは一度改札を出る必要がある独特な特徴を持つ駅であった。IRT南行ホーム - INDホーム間の連絡通路は1957年5月19日、IRTホームの延長工事と共に開通した。なお、この連絡通路は当初の駅の開業時には全く計画されていなかった物であった。このためIRT北行ホームとの連絡通路が開通するまでに50年以上掛かり、アンリミテッド-ライド・メトロカード利用者以外はIRT北行ホーム - INDホーム間を連絡する場合必ず改札口を出る必要があり追加運賃が掛かっていた。
IRT北行ホーム - INDホーム間の連絡通路の建設は1989年以来ずっと計画されていた。しかし、結局計画は20年ほど放置され、MTA 2005-2009 キャピタル・プログラムの一環でADAに準拠したエレベーターの設置やIRT北行ホーム - INDホーム間連絡通路の建設を含む駅の改装に5000万ドルの予算が割り当てられるまで建設はなされなかった。2012年3月26日、IRT北行ホームを南側に300フィート延長すると共に1950年代に建設された北側の延長部を閉鎖。同日にMTAはIRT北行ホーム - INDホーム間連絡通路の建設が同年6月末までに終了すると発表した。
最終的に開通は3ヶ月遅い9月25日にずれ込み、総工費は1億3500万ドルであった。同日、連絡通路の他にINDホーム・IRTホームにエレベーターが設置された。また、エレベーターの他にもエスカレーターも設置された。地上階からのエレベーター1機はIRT南行ホームに直接接続し、構内にある4機のエレベーターはIND・IRTのホーム間を接続している。

### 出口
駅は12ヶ所の階段と1機のエレベーターが地上に接続している。
| 出入口の場所 | 出口の種類   | 数 | 主として接続するホーム                       |
| --- | ------------ | -- | -------------------------------------------- |
| ブロードウェイとハウストン・ストリートの交差点北東                                                                     | 階段         | 1  | 6番街線                                      |
| ブロードウェイとハウストン・ストリートの交差点南東                                                                     | 階段         | 1  | 6番街線                                      |
| ハウストン・ストリートとラファイエット・ストリートの交差点北西                                                         | 階段         | 1  | 6番街線 レキシントン・アベニュー線南行ホーム |
| ハウストン・ストリートとラファイエット・ストリートの交差点北西                                                         | エレベーター | 1  | 6番街線 レキシントン・アベニュー線南行ホーム |
| ハウストン・ストリートとラファイエット・ストリートの交差点南西                                                         | 階段         | 2  | 6番街線 レキシントン・アベニュー線南行ホーム |
| ハウストン・ストリートとラファイエット・ストリートの交差点北東                                                         | 階段         | 1  | 6番街線 レキシントン・アベニュー線北行ホーム |
| ハウストン・ストリートとラファイエット・ストリートの交差点南東                                                         | 階段         | 1  | 6番街線 レキシントン・アベニュー線北行ホーム |
| ブリーカー・ストリートとラファイエット・ストリートの交差点北西                                                         | 階段         | 1  | レキシントン・アベニュー線南行ホーム         |
| ブリーカー・ストリートとラファイエット・ストリートの交差点南西                                                         | 階段         | 1  | レキシントン・アベニュー線南行ホーム         |
| ブリーカー・ストリートとラファイエット・ストリートの交差点北東                                                         | 階段         | 1  | レキシントン・アベニュー線北行ホーム         |
| ブリーカー・ストリートとラファイエット・ストリートの交差点南東                                                         | 階段         | 1  | レキシントン・アベニュー線北行ホーム         |
| ブリーカー・ストリートとラファイエット・ストリートの交差点南東、ラファイエット・ストリートとマルベリー・ストリートの間 | 階段         | 1  | レキシントン・アベニュー線北行ホーム         |

### 画像

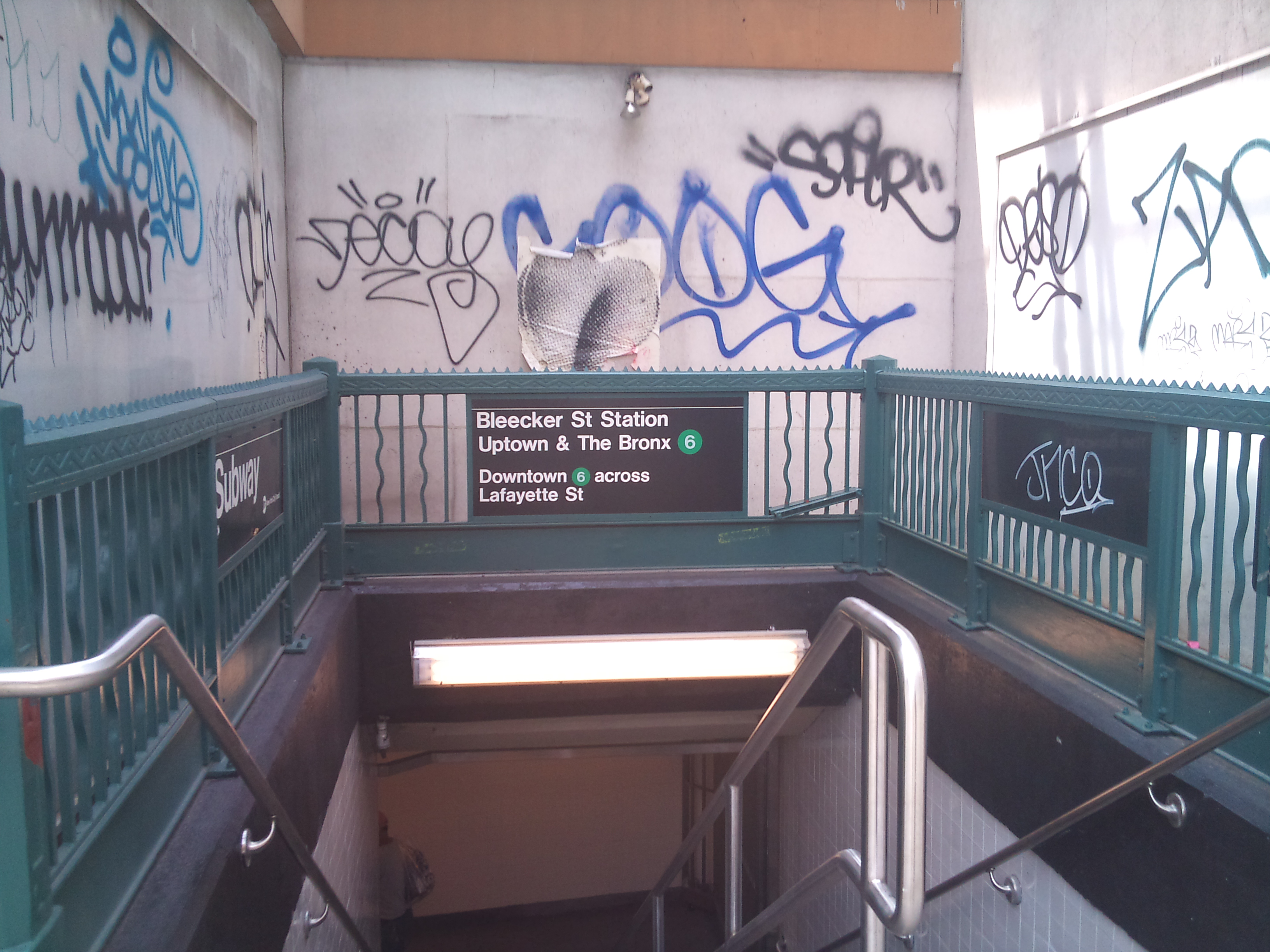
IRT北行ホームへの入口（2010年）
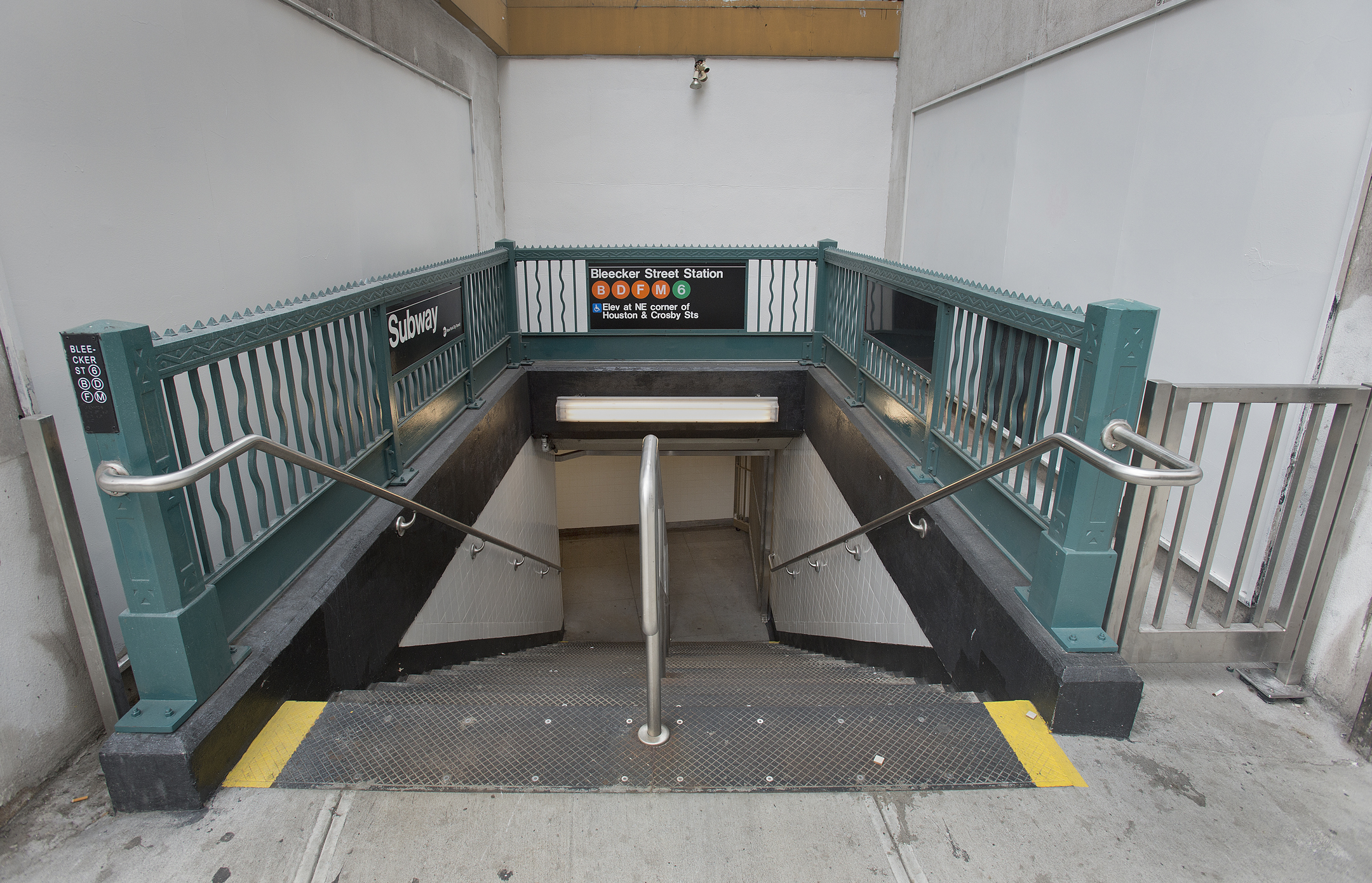
連絡通路開通後のIRT側入口
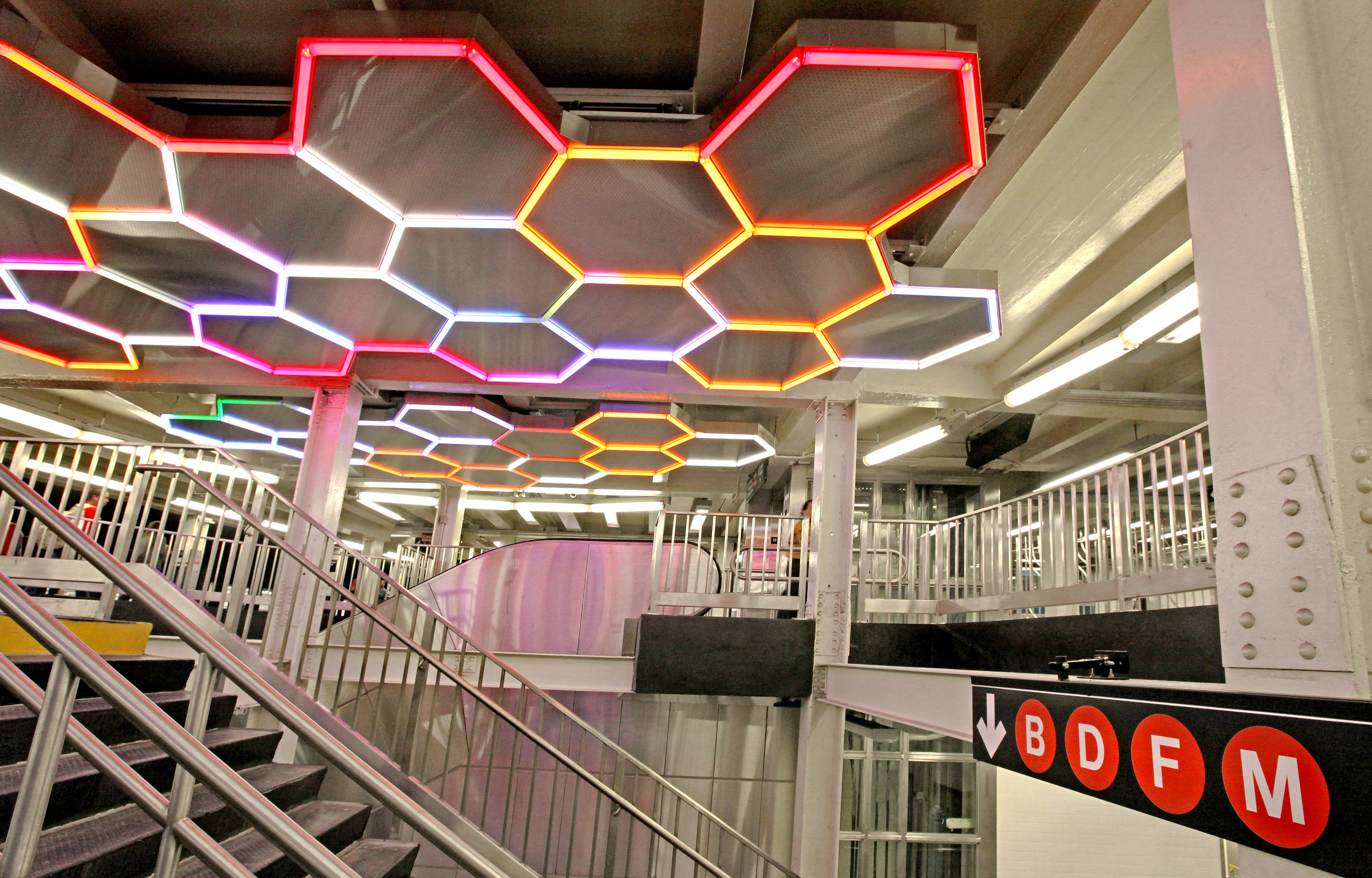
レオ・ビジャレアル作のアートワーク『Hive』
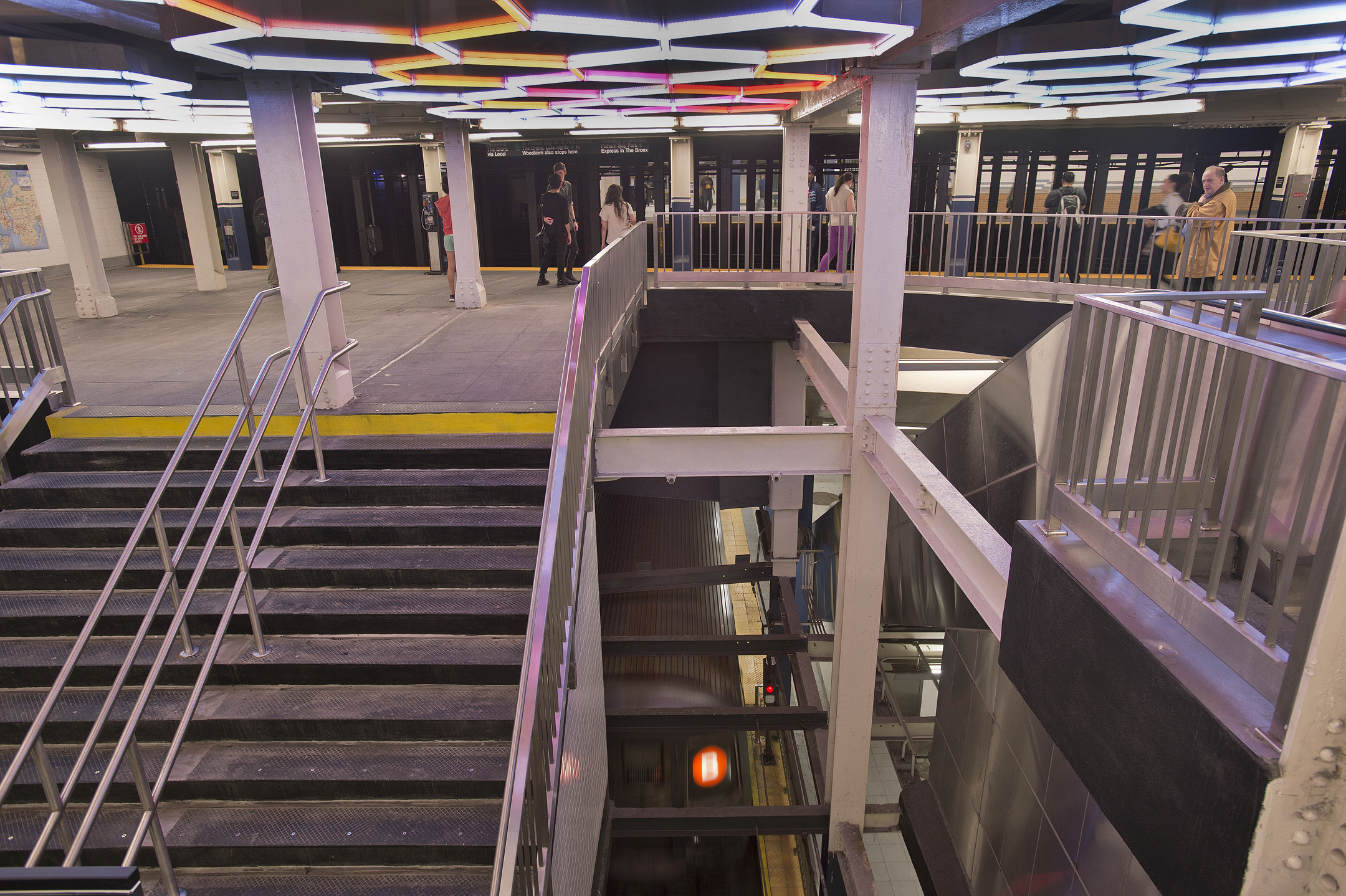
IRTホームへの連絡通路、下に見えるのはINDホーム。

## IRTレキシントン・アベニュー線
IRTレキシントン・アベニュー線のブリーカー・ストリート駅 (英: Bleecker Street) は相対式ホーム2面4線の地下駅である。
駅は1904年10月27日に開業した。改札口はホームと同じ階にあり、ホームの下にはINDホームとの連絡通路がある。駅は当初ホーム有効長5両で開業し、1950年代に有効長を10両へと伸ばした。この際南北ホームを同じ方向へ伸ばすのではなく、南行ホームを南側に、北行ホームを北側に伸ばした。2012年に連絡通路建設の為に北行ホームを南側に伸ばして1950年代に延長した北側5両分は閉鎖された。ただし撤去はされていないため北行列車の駅への到着時や南行列車の発車時に車内からホームを見ることができる。
ホーム壁面には「Bleecker Street」と書かれた駅名標があるが他の駅と違い2種類ある。1つ目は他の駅同様タイルで描かれた物、もう1つはポピーの花を描いた物である。また、チューリップをモチーフとした「B」と書かれたカルトゥーシュが壁面上部に設置されている。
2012年に開通したホーム間連絡通路の天井にはレオ・ビジャレアル作のアートワーク『Hive』が飾られている。これは1997年に設置されたメル・チン作の『Signal』を補完する。

### 画像

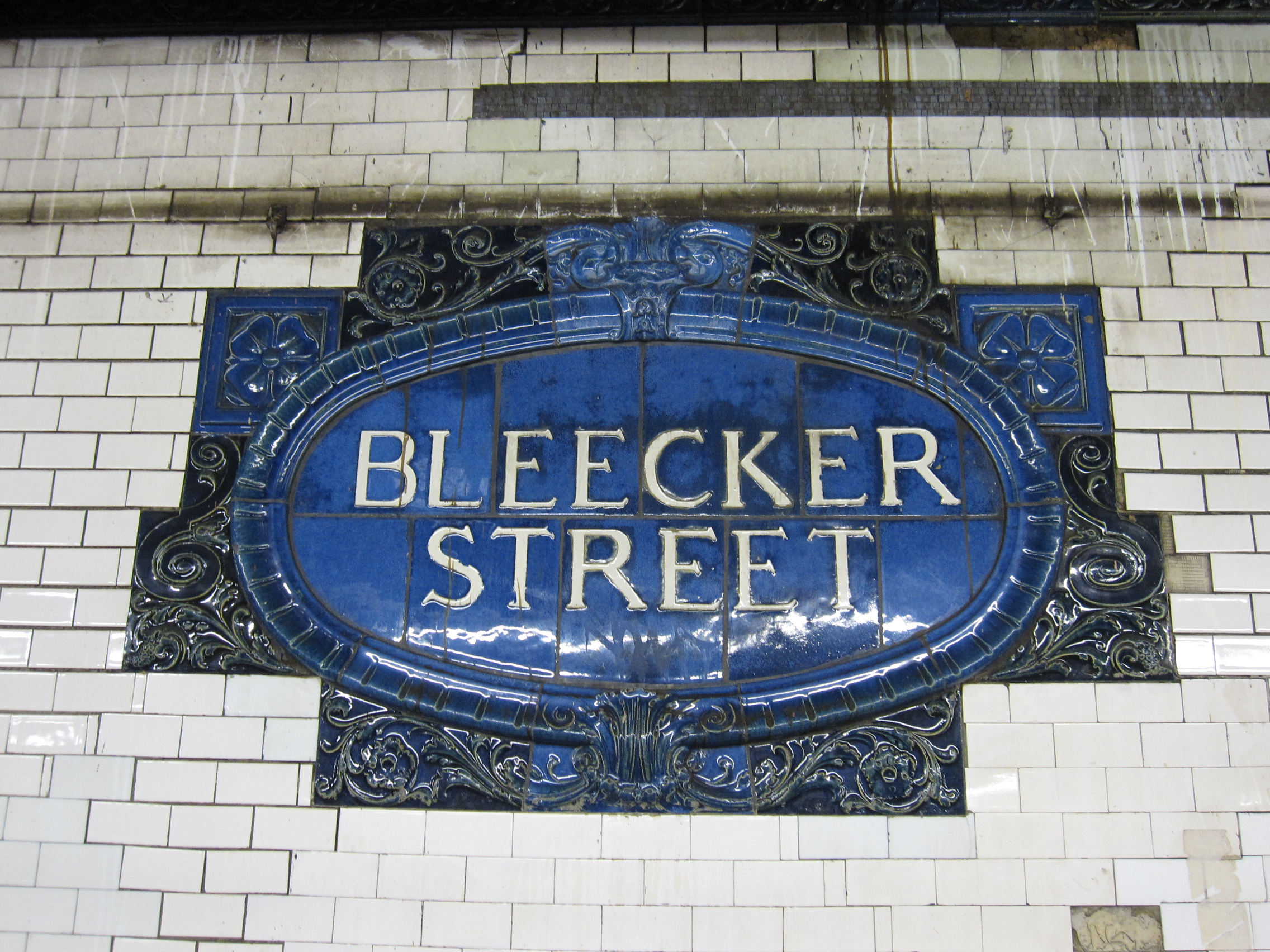
駅名標
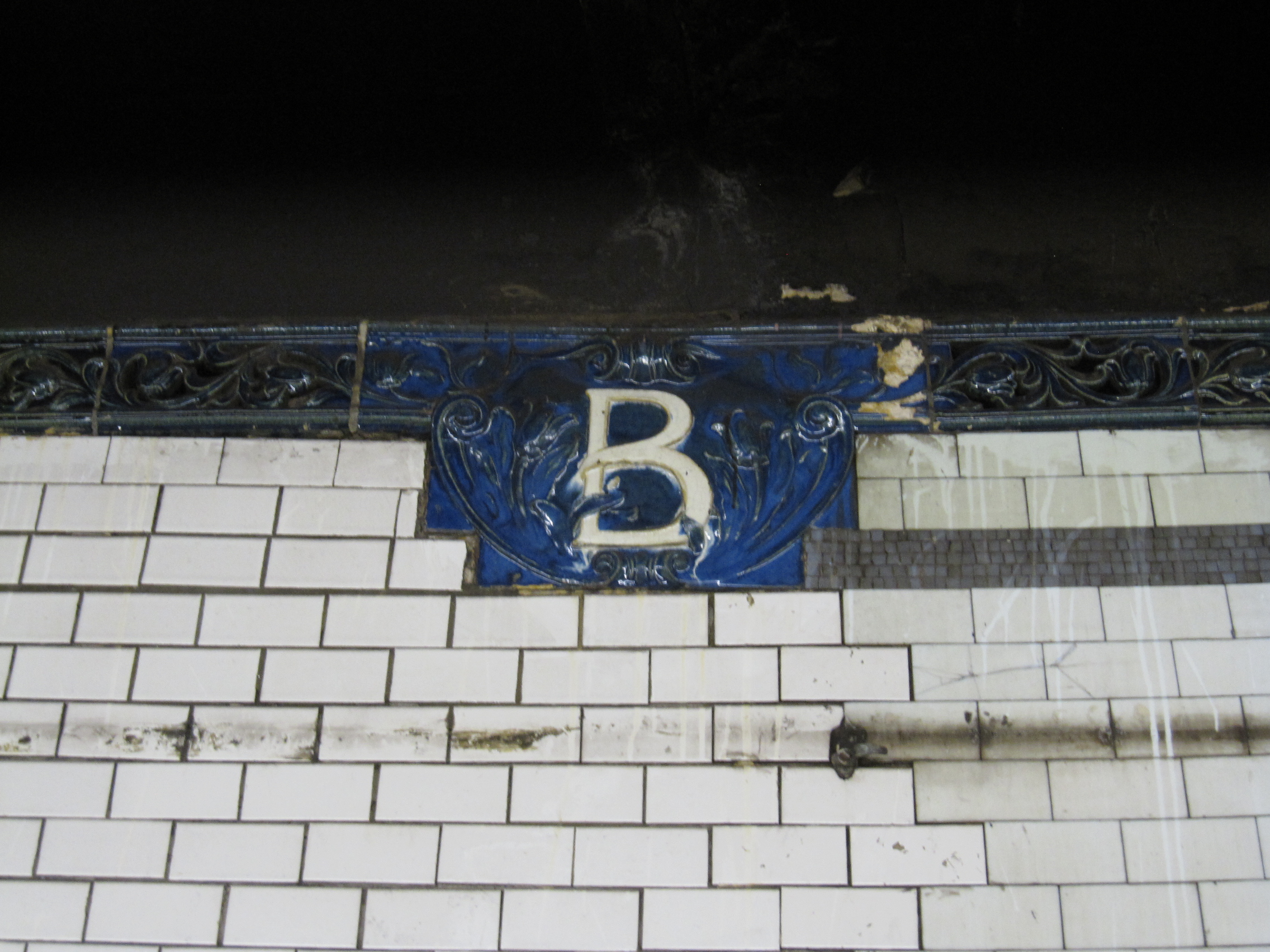
オリジナルカルトゥーシュ
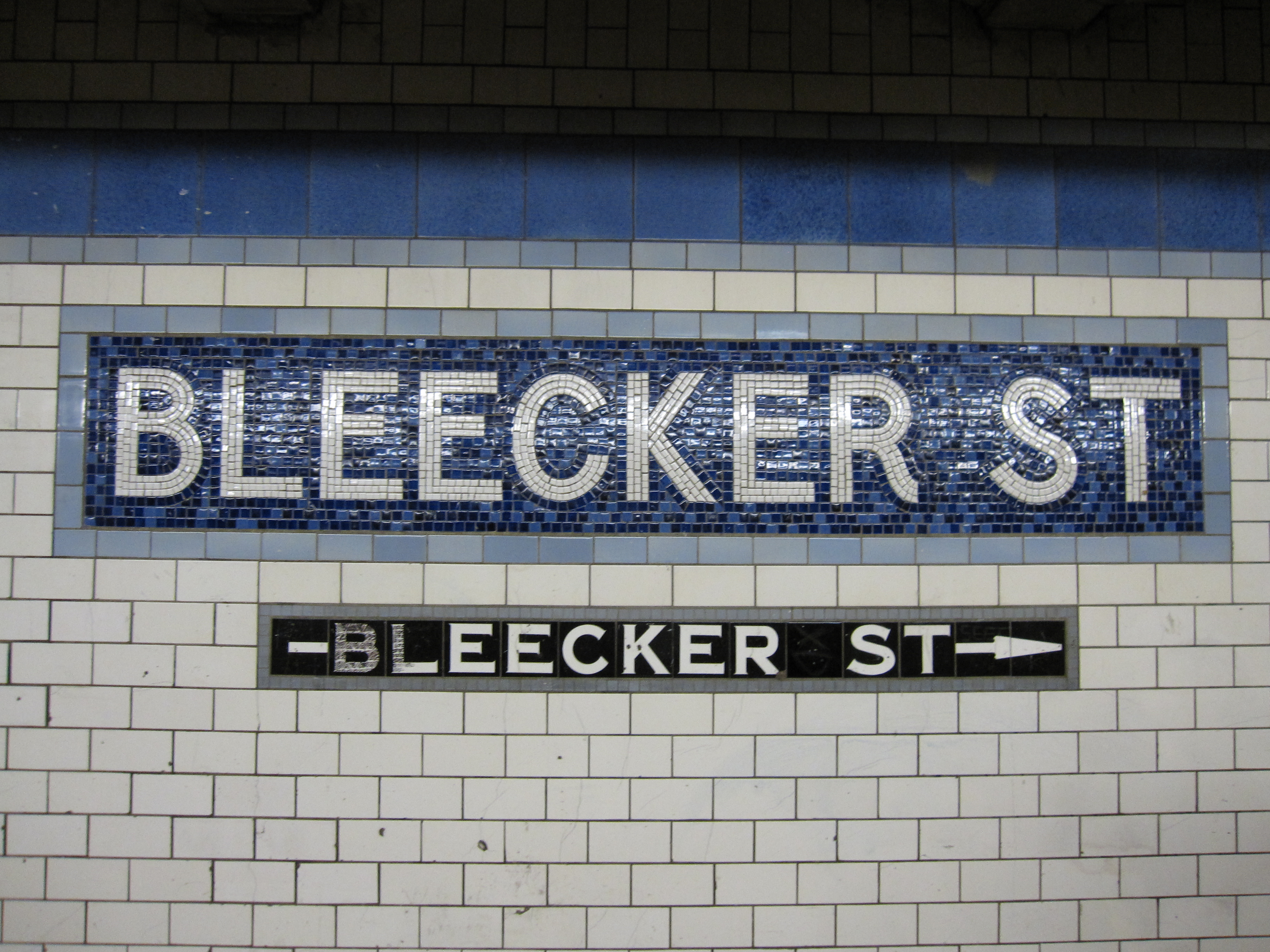
駅改装前の駅名標
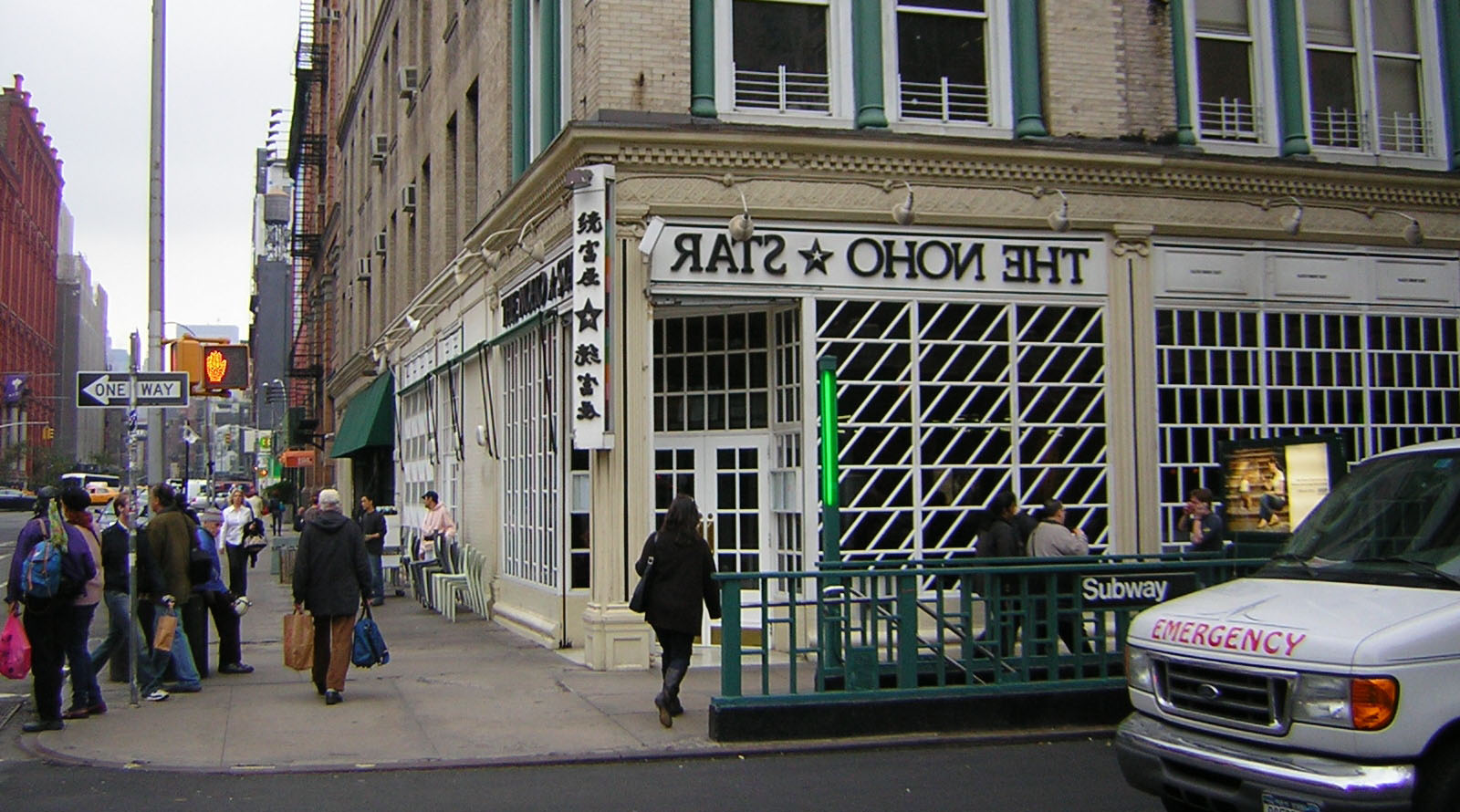
南行ホームへの入口
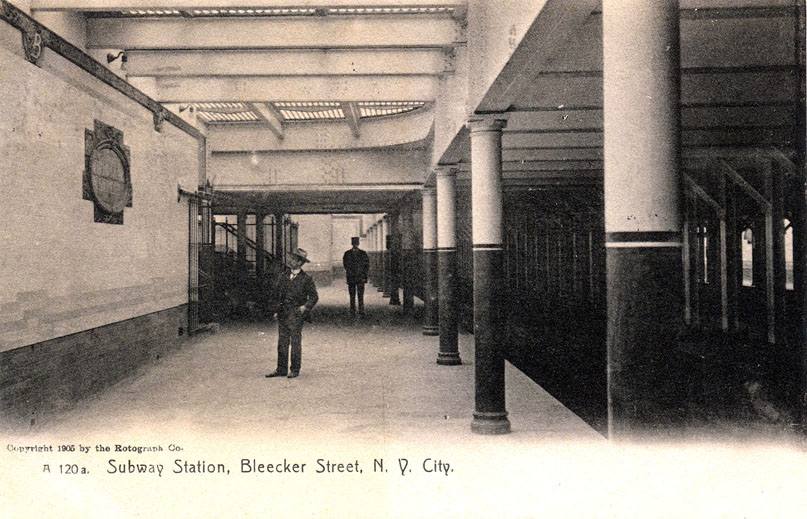
天窓があった頃の駅構内（1905年）

## IND6番街線
IND6番街線のブロードウェイ-ラファイエット・ストリート駅 (英: Broadway–Lafayette Street) は島式ホーム2面4線の地下駅である。
1936年1月1日に開業した。B系統とD系統が内側の急行線を、F系統とM系統が外側の緩行線を走行する。ホーム壁面上部には黒と青の横線があり、その下に黒地に白で「BROADWAY」と書かれた小さな標がある。ホーム上に等間隔で立っている青色の柱にはニューヨーク市地下鉄標準の黒地に白の駅名標が掲げられている。
各ホーム中央にはそれぞれ3つずつ階段がありホーム両端の階段が改札階へと繋がる。西側の改札口は終日開いており、回転式改札機ときっぷ売り場、地上への2つの階段がある。また、アディダス・スポーツ・パフォーマンスセンターへと出ることもできる。反対の東側には2つの改札口があり、片方は東ハウストン・ストリートとラファイエット・ストリートの交差点とクロズビー・ストリートとの交差点の間、東ハウストン・ストリート南側へと出ることができ、もう片方は同地点反対側の東ハウストン・ストリート北側へと出ることができる。
改札階とホームにはメル・チンにより製作された『Signal』というアートワークが飾られている。これは改札階のステンレス鋼とガラスの彫刻とホームのタイルアートで構成されている。
この駅の北側には南北急行線間に片渡り線が、北行急行線と北行緩行線間にシーサスクロッシングがある。その後IND8番街線と合流し西4丁目-ワシントン・スクエア駅に入る。なお、IND8番街線との間に連絡線があるがこの連絡線を使用する定期旅客列車は設定されていない。
南側では6線に分岐し、急行線と分岐した線路の計4線は南に曲がりクリスティ・ストリートの地下、クリスティー・ストリート連絡線に入り、デランシー・ストリートとの交差点付近でM系統の走行する2線がさらに西へ曲がりBMTナッソー・ストリート線に入りエセックス・ストリート駅へと向かう。残りのB系統とD系統の走行する2線はそのまま南へ向かいグランド・ストリート駅へと入る。F系統が走行する緩行線2線は当駅からそのまま東へ向かい2番街駅へと入る。